# Хауг, Анне
Анне Хауг (нем. Anne Haug; род. 20 января 1983, Байройт, ФРГ) — немецкая триатлонистка, серебряный призёр Мировой серии по триатлону 2012 года и чемпионка мира Ironman 2019 года. Участница Олимпийских игр.

## Биография

### Международная карьера
Анне Хауг выиграла национальный чемпионат по дуатлону в 2008 и 2009 годах, а в 2013 году стала чемпионкой Германии по триатлону.
В 2012 году участвовала в Олимпийских играх, где заняла одиннадцатое место . С 2007 по 2010 годы Анне участвовала в девятнадцати соревнованиях ITU и 14 раз попадала в десятку лучших. В 2012 году она заняла второе место на чемпионате мира. Спустя год она заняла третье место, победив на этапах в Окленде и Гамбурге, а также став второй в Мадриде и заняв два третьих места в Кицбюэле и Стокгольме . В 2017 году Анне Хауг перешла на длинные дистанции и участвовала в гонках Ironman 70.3. Свою первую гонку она выиграла на Лансароте 2 сентября 2017 года, на восемь минут опередив британку Люси Чарлз.
В 2019 году она выиграла чемпионат мира Ironman. Она сумела отыграть восьмиминутное отставание и обогнала британку Люси Чарлз-Барклай, лидировавшую с начала гонки. Этой победой она принесла Германии первое золото в женских соревнованиях на чемпионатах мира.

### Вне спорта
Анне Хауг училась в Мюнхенском техническом университете, получила высшее образование по специальности «спортивные науки».